# Discovery Turbo
Discovery Turbo es un canal de televisión por suscripción de origen estadounidense, propiedad de Warner Bros. Discovery. Su programación se basa en programas relacionados con los vehículos (automóviles, motocicletas, trenes, barcos y aviones) y también sobre la ingeniería detrás de ellos y otras herramientas.

## Historia
El canal fue creado como parte del paquete digital de Discovery Networks para complementar la programación automovilística de Discovery Channel. En 2010, fue estrenado un nuevo logo en la versión latinoamericana, cambiando radicalmente el diseño a uno más simplista, pasando de unos con colores negro, azul y gris a otro de color negro sin ningún dibujo o imagen a su alrededor solo el nombre Turbo y el logo de Discovery en la parte superior. A fines del 2010 la señal ibérica también cambia el logo.

## Señales
las 2 señales son emitidas en alta definición de forma nativa en simultáneo con la señal en resolución estándar.
- Señal Panregional: Se rige por los horarios de las ciudades de Bogotá (UTC-5), Ciudad de México (UTC-6/-5 DST) y Buenos Aires (UTC-3).
- Señal Brasil: Se rige por los horarios de las ciudades de São Paulo y Brasilia (UTC-3).